# 6683 Караченцов
6683 Караченцов (6683 Karachentsov) — астероїд головного поясу, відкритий 1 квітня 1976 року.
Тіссеранів параметр щодо Юпітера — 3,169.